# Lonicera crassifolia
Lonicera crassifolia är en kaprifolväxtart som beskrevs av Alexander Feodorowicz Batalin. Lonicera crassifolia ingår i släktet tryar, och familjen kaprifolväxter. Inga underarter finns listade i Catalogue of Life.